# Jerry Langford
Jerome "Jerry" Langford är en amerikansk regissör av tecknad film, mest känd för sitt arbete med TV-serien Family Guy.

## Med Family Guy
Langford började arbeta med Family Guy år 2005. Han har bland annat regisserat följande avsnitt:
- "Tales of a Third Grade Nothing"
- "Stew-Roids"
- "Quagmire's Baby"
- "Brian Griffin's House of Payne"
- "Burning Down the Bayit"
- "Halloween on Spooner Street"
- "Tiegs for Two"
- "Thanksgiving"
- "Friends Without Benefits"